# 張正學 (萬曆丙戌進士)
張正學（1551年—1607年），字可宗，號懷鹿，四川潼川州人，民籍，明朝政治人物。

## 生平
隆慶元年（1567年）丁卯科四川鄉試七名舉人，萬曆十四年（1586年）中式丙戌科會試第一百八十二名，三甲第一百六十一名進士。戶部觀政，授中书舍人，考选授吏科给事中，升礼科左给事中，巡视太仓银库。降贵州宣慰司经历。

## 家族
曾祖張伯璣，教諭 贈兵科右給事中；祖父張翀，禮科都給事中 贈太常寺少卿；父張肅，普安州知州 贈奉直大夫；母金氏（金皋之女，封太宜人）。慈侍下。妻湯氏。從兄張二南（知州），兄張正道（浙江按察司僉事），弟張正論（生員），從弟張繩祖（舉人）。